# Horn-Bad Meinberg
Horn-Bad Meinberg este un oraș din landul Renania de Nord-Westfalia, Germania.